# Galceran de Montpalau Samasó
Galceran de Montpalau Samasó o Sampsó eclesiàstic català, fou abat de Sant Quirze de Colera de 1461 a 1472.
El 2 de gener de 1461 va ser enviat a Lleida per negociar l'alliberament del Príncep de Viana, en una ambaixada amb altres abats i prohoms del país.
Durant la Guerra Civil Catalana es va destacar com un ferm partidari de la revolta contra el rei Joan II. Va ser conseller del baró de Cruïlles en el setge de Girona de la tardor de 1462. Amb la derrota de Calaf es va convertir en el capità general del vescomtat de Rocabertí i el va dirigir juntament amb Dalmau Climent de Rocabertí, ja que Jofre VII de Rocabertí hi fou fet presoner. En la Capitulació de Peralada de 1471 el seu nom, juntament amb el del seu germà, apareixen com a beneficiaris del perdó reial.
Tenia un germà de nom Guillem de Montpalau Samasó, senyor d'Argelaguer, també rebel del rei. També és possible que un Berenguer de Montpalau fos germà dels anteriors, i en aquest cas, ell sí que es va mantenir fidel a la monarquia.